# De Havilland Gipsy
El de Havilland Gipsy es un motor aeronáutico de 4 cilindros en línea enfriado por aire diseñado por Frank Halford en 1927 para reemplazar al ADC Cirrus en el biplano liviano de Havilland DH.60 Moth.
El Gipsy pasó a convertirse en uno de los motores de los aviones deportivos más famosos del periodo de entreguerras y fue el elegido para varias otras aeronaves, como aviones livianos, entrenadores, aviones de enlace y taxis aéreos, británicos y extranjeros, hasta mucho después de terminada la Segunda Guerra Mundial. Además de afianzar a la de Havilland Aircraft Company como fabricante de aviones livianos, también estableció a la compañía como fabricante de motores por derecho propio.

## Diseño y desarrollo
Al igual que el ADC Cirrus, el Gipsy ("gitano") nació como una colaboración entre el fabricante de aviones Geoffrey de Havilland y diseñador de motores Frank Halford. De hecho, las historia tempranas del Cirrus y del Gipsy estaban vinculadas a través del D.H.60 Moth de de Havilland 

### Orígenes del Cirrus
En 1925 Geoffrey de Havilland estaba buscando un motor barato y confiable para usar en un avión liviano deportivo. En espacial, estaba buscando algo parecido a su motor aeronáutico favorito de la Primera Guerra Mundial: el Renault V8 de 240 hp, pero con la mitad de peso y la mitad de potencia. Halford se lo dio construyendo un cárter para 4 cilindros y colocándole la mitad de los cilindros del motor Renault, y muchos otros de sus componentes, y partes estándar tomadas de motores usados en automóviles. El resultado fue un motor aeronáutico en línea de 60 hp, y aunque no alcanzó la potencia prometida, era superior a todos los motores contemporáneos para aviones livianos. Lo más importante era que se trataba de un verdadero motor aeronáutico, en una época en la que sus competidores ofrecían motores de motocicleta adaptados para funcionar a agran altura. Con el motor asegurado, de Havilland Aircraft comenzó a fabricar el D.H.60 Moth y la combinación de un motor confiable (el ADC Cirrus) y un avión de entrenamiento también fiable (el Moth), marcaron el inicio de los vuelos deportivos serios en Gran Bretaña.
Sin embargo, en 1927, el Moth sufrió la amenaza de convertirse en una víctima de su propio éxito, ya que la demanda continua hizo que se agotaran las existencias de motores Renault excedentes necesarios para construir su motor Cirrus. El Moth ahora proveyó una base financiera sólida, y de Havilland Aircraft decidió enfrentar el problema y comenzar su propia fábrica de motores. Geoffrey de Havilland acudió de nuevo a su viejo amigo Halford y esta vez le pidió que diseñara un motor de avión completamente nuevo, de peso y rendimiento comparables a la última versión del Cirrus (el Cirrus Hermes de 105 hp).

### El DH.71 Tiger Moth de carrera
Halford y de Havilland rápidamente se pusieron de acuerdo en un motor de prueba de 135 hp (171 kW), que luego fue llevado a 100 hp (75 kW) para los modelos de producción. Mientras Halford construía el motor, de Havilland diseñaba su banco de pruebas: el diminuto D.H.71 de carrera. Se construyeron dos D.H.71 y aunque fue llamado, en forma muy optimista, Tiger Moth (Tigre Mosca), su carrera deportiva fue más bien tranquila. Su única hazaña notable que lo llevó a la fama fue obtener un récord de velocidad de 299 km/h para su categoría (el nombre Tiger Moth sería usado otra vez con el entrenador D.H.82, y este avión ganaría más fama). Si bien el D.H.71 no cumplió en ser un avión de carreras exitoso, sí cumplió en desarrollar el nuevo motor, y cuando la carrera del D.H.71 terminó, la versión de producción de este motor de 100 hp (75 kW), ahora llamado Gipsy, estaba listo para comenzar su carrera.

### Descripción técnica
Al igual que el Cirrus, el nuevo Gipsy era un motor de 4 cilindros en línea enfriado por aire, con un peso de tan solo 136 kg, desarrollando 98 hp (73 kW) a 2.100 rpm. Los cilindros tenían un diámetro por carrera de 114 mm x 128 mm con un desplazamiento de 5.230 cc. Pronto se desarrolló en el Gipsy II de 120 hp (90 kW); ambos tipos fueron usados en la nueva versión del de Havilland Moth: el D.H.60G Gipsy Moth. El nuevo motor probó por sí mismo ser dócil, fácil de mantener y, como demostró en los muchos vuelos de larga distancia del Gipsy Moth, confiable.

### Nacimiento del Gipsy Major

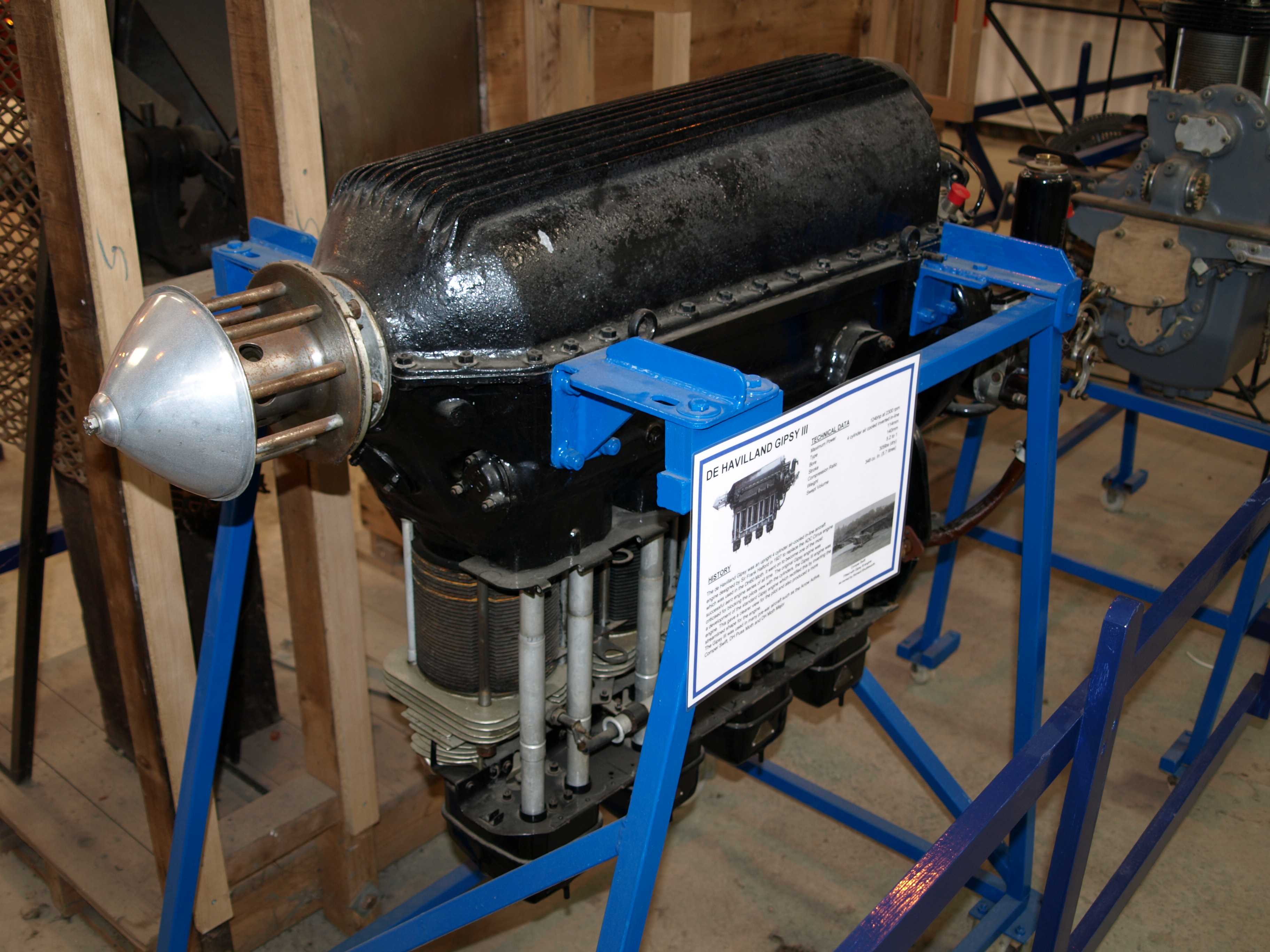
de Havilland Gipsy III preservado en la Shuttleworth Collection.

Pero a todo esto el nuevo motor tenía un inconveniente: sus cilindros estaban colocados en forma vertical, hacia arriba, y limitaban el campo visual del piloto hacia adelante. Bajar el motor era imposible debido a que el cigüeñal estaba acoplado directamente a la hélice, y ésta no podía colocarse más abajo, para que no golpeara el suelo en los aterrizajes duros o en las pistas con pozos. La solución llegó cuando varios pilotos se jactaban de poder volar el Tiger Moth invertido todo el tiempo que quisieran si no fuera por el carburador y el tanque de combustible que quedaban invertidos. Halford decidió probar esto montando un motor Gipsy "cabeza abajo" e invirtiendo su carburador, de forma que quedara derecho nuevamente. El diseño probó funcionar perfectamente como el Gipsy normal, y pronto los Gipsy I y II fueron reemplazados en la línea de producción por el Gipsy III de 4 cilindros invertidos. El Moth con este nuevo motor se convirtió en el D.H.60 G-III; y como el Gipsy III fue desarrollado rápidamente en el Gipsy Major, el D.H.60 G-III fue bautizado Moth Major.
Basándose en el éxito del D.H.60, de Havilland comenzó a construir otros aviones deportivos y entrenadores, todos ellos motorizados con su propio motor, el Gipsy. La compañía produjo motores Gipsy para otros fabricantes, y el Gipsy Major en particular se volvió el elegido debido a sus resultados en los diseños de aviones livianos, tanto británicos como extranjeros. Lo más notable fue haber sido el motor del famoso entrenador de la Segunda Guerra Mundial, el D.H.82 Tiger Moth.

### Desarrollos
En 1934, cuando de Havilland necesitaba un motor más potente para sus aviones de transporte bimotores, el Gipsy de 4 cilindros fue desarrollado para crear el Gipsy Six de 200 cv y 6 cilindros. En 1937 se necesitaba incluso más potencia para el nuevo avión correo transatlántico cuatrimotor D.H.91 Albatross, y para ello se combinaron dos Gipsy Six para formar el Gipsy Twelve ("Twelve" en inglés, Doce) de 525 cv y 12 cilindros en "V" invertida. Análogamente al Gipsy Major y Minor, el Gipsy Twelve se convirtió en el Gipsy King y el Gipsy Six en el Gipsy Queen. 
Sin embargo, la Segunda Guerra Mundial cortó todos los vuelos civiles, y después de la guerra de Havilland estaba muy ocupada desarrollando los motores a reacción para poner mucha energía en los motores de pistón. Aunque el Gipsy no se iría sin dar pelea. En Canadá el Gipsy Major fue el motor elegido para el entrenador DHC1 Chipmunk, el cual reemplazó, más tarde, al Tiger Moth en la RAF. Pero para ese entonces, el Gipsy Major fue eclipsado por el Blackburn Cirrus Major en Gran Bretaña, y en el extranjero por los motores de cilindros opuestos estadounidenses de Lycoming y Continental (en un giro de la ironía, el Blackburn en sí mismo estaba basado en el viejo motor ADC Cirrus de Halford, del cual habían adquirido la licencia en 1934). En su forma final, el Gipsy Major usado en el Chipmunk desarrollaba 145 cv (110kW).

## Variantes
- Gipsy I - Versión original de producción. 1.445 construidos.[5]
- Gipsy II - Carrera incrementada a 140 mm. Potencia: 120 hp (90 kW) a 2300 rpm. 309 construidos[5]
- Gipsy III - El Gipsy II invertido. 611 construidos.[5]
- Gipsy IV - Un pequeño motor de 4 cilindros en línea invertido, derivado del Gipsy III, para aviones deportivos livianos. Precursor del Gipsy Minor. Potencia: 82 hp (61kW).
- Gipsy Major - Desarrollo del Gipsy III. Originalmente 130hp (92 kW), luego 141 y 145hp (105, 110kW)
- Gipsy Minor - Desarrollo del Gipsy IV. Potencia: 90hp (67kW).
- Gipsy R - Motor de carreras para el de Havilland DH.71 Tiger Moth. 135 hp (100 kW) a 2.850 rpm.

## Aplicaciones
Lista de aplicaciones de Lumsden. Gipsy Minor y Major no incluidos.
Gipsy I
- Avro Avian
- Bartel BM-4
- Blackburn Bluebird IV
- Breda Ba.15
- de Havilland DH.60G Gipsy Moth

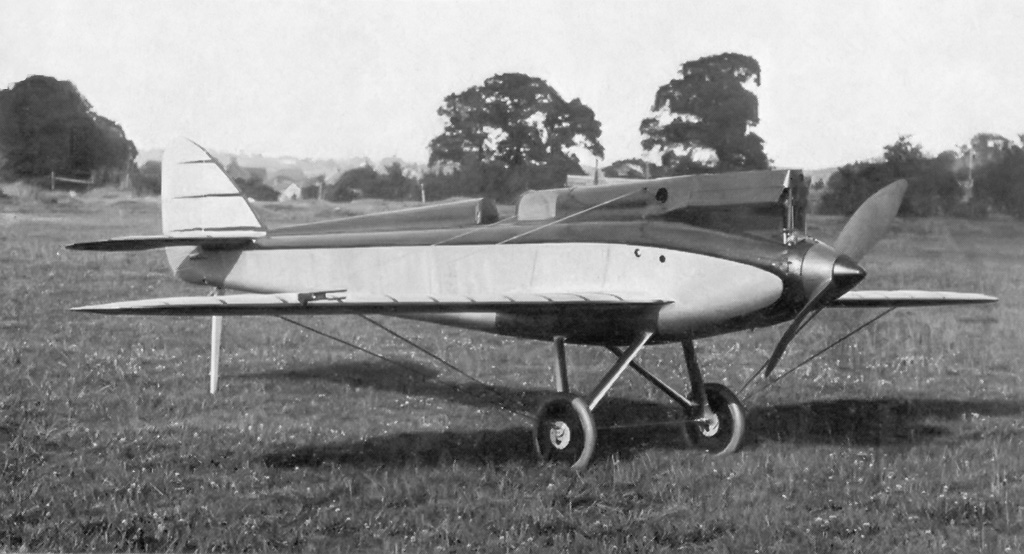
El DH.71 Tiger Moth de carrera.

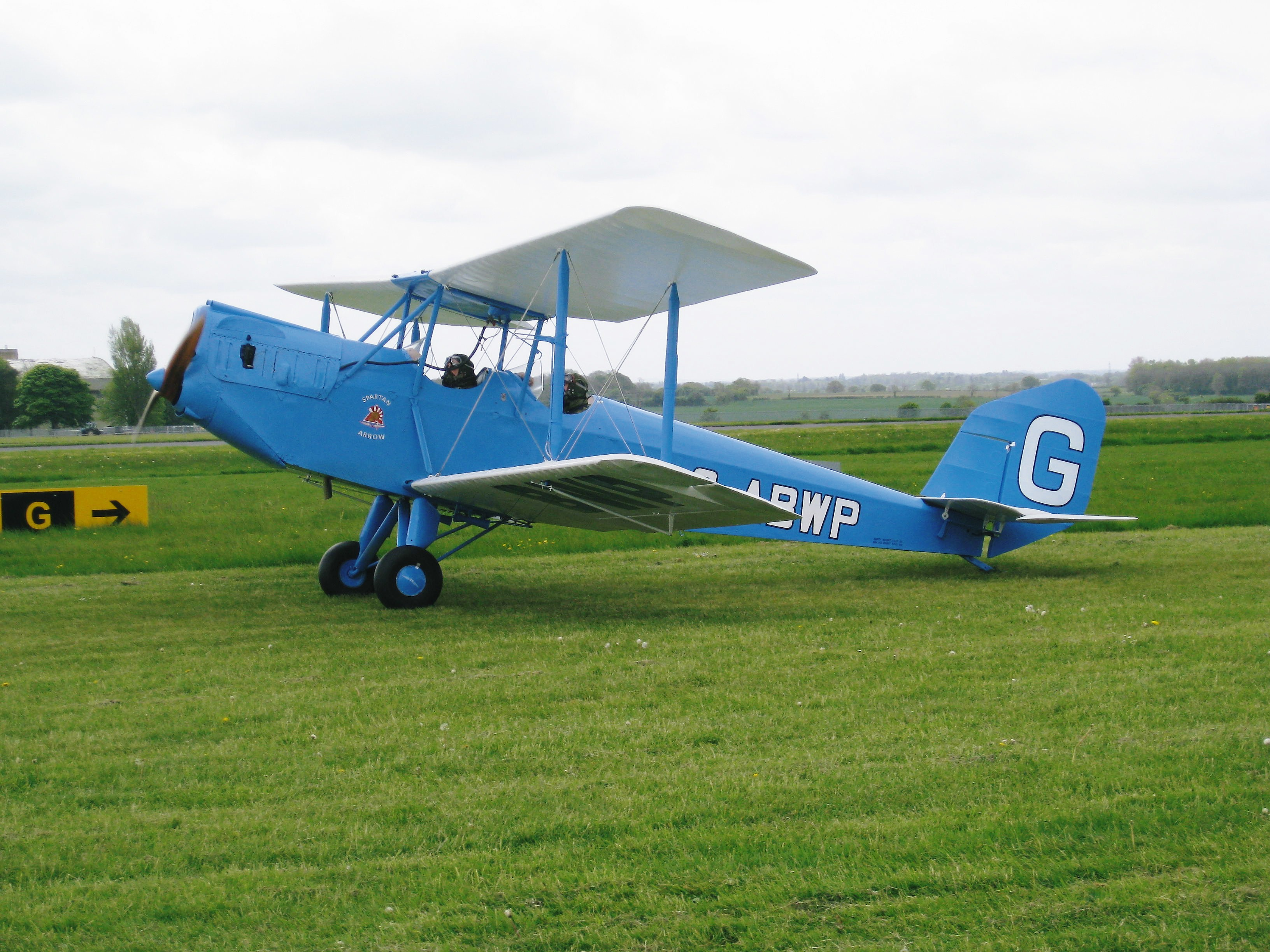
El Spartan Arrow con motor Gipsy.

- de Havilland DH.60T Gipsy Moth Trainer
- de Havilland D.H.71 Tiger Moth racer
- PZL.5
- Simmonds Spartan
- Southern Martlet
- Spartan Arrow
- Westland Widgeon

Gipsy II
- Airspeed Ferry
- Avro Avian
- Blackburn Bluebird IV
- de Havilland DH.60G Gipsy Moth
- de Havilland DH.60T Gipsy Moth Trainer
- PZL.5
- RWD-4
- Saro Cutty Sark
- Saro Windhover
- Short Mussel
- Simmonds Spartan
- Southern Martlet
- Spartan Arrow
- Spartan Three Seater

Gipsy III
- Airspeed Ferry
- Arrow Active
- Avro Avian
- Bartel BM-4
- Blackburn Bluebird IV
- Blackburn B-2
- Blackburn-Saro Meteor
- Breda 33
- Cierva C.24
- Comper Swift
- Darmstadt D-22
- de Havilland Fox Moth
- de Havilland DH.60G Gipsy Moth
- de Havilland Hornet Moth
- de Havilland DH.60GIII Moth Major
- de Havilland Leopard Moth
- de Havilland Puss Moth
- de Havilland DH.82A Tiger Moth I
- de Havilland T.K.1
- Desoutter Mk.II
- Heinkel He 64C
- Klemm Kl 26
- Klemm Kl 27
- Klemm Kl 32
- Miles Hawk
- Miles Hawk Major
- PZL.19
- Saro Cutty Sark
- Saro-Percival Mailplane
- Spartan Cruiser
- Westland-Hill Pterodactyl

Gipsy IV
- de Havilland Swallow Moth

Gipsy R

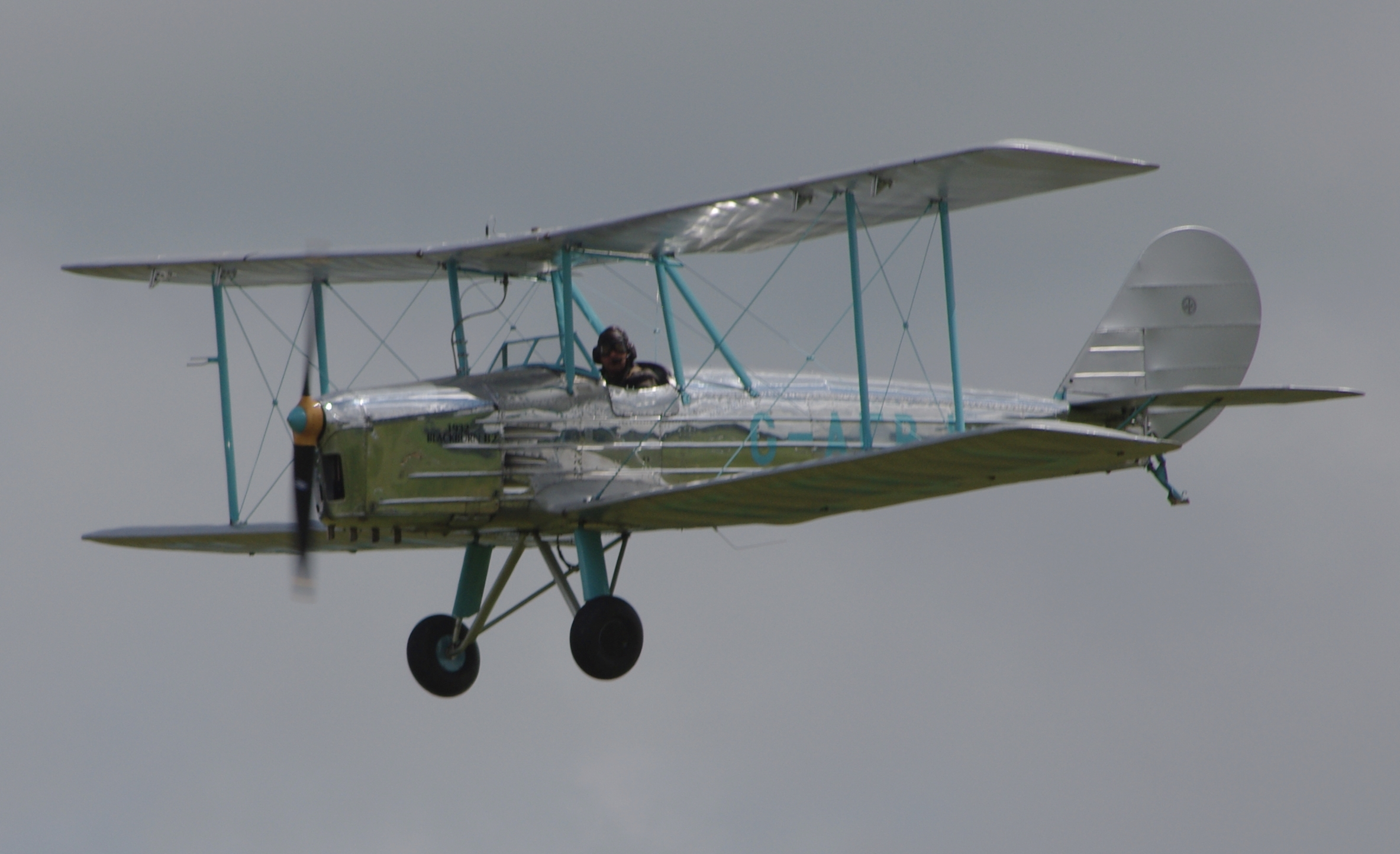
Blackburn B-2 preservado.

- de Havilland DH.71 Tiger Moth racer

## Sobrevivientes
A octubre de 2009 aproximadamente 18 de Havilland DH.60 Moth con motor Gipsy permanecían registrados en Gran Bretaña. Hay que notar que no todos está en condiciones de volar.

## Motores en exhibición
Motores de Havilland Gipsy preservados y en exhibición pública en:
- de Havilland Aircraft Heritage Centre
- Shuttleworth Collection

## Especificaciones (Gipsy I)
- Tipo: Motor aeronáutico de pistones de 4 cilindros en línea enfriado por aire
- Diámetro: 114,3 mm
- Carrera: 127 mm
- Cilindrada: 5210 cc
- Largo: 1028 mm
- Ancho: 508 mm
- Alto: 780 mm
- Peso: 129,3 kg
- Válvulas: a la cabeza
- Alimentación: Carburador Zenith con control de altitud
- Combustible: Gasolina (no requería gasolina de aviación)
- Potencia: 85 hp a 1900 rpm (al nivel del mar)
- Compresión: 5:1
- Peso/potencia: 0,66 hp/kg